# Agnes Nestor
Agnes McEwen Nestor, née le 24 juin 1880 à Grand Rapids dans l'État du Michigan et morte le 28 décembre 1948 à Chicago dans l'État de l'Illinois est une leader syndicaliste, une réformatrice sociale et une personnalité politique américaine.
Agnes Nestor est une des fondatrices de l'International Glove Workers' Union of America (en).
Elle est une des membres majeures de la Women's Trade Union League (WTUL) fondée par Mary Morton Kehew et devient en 1913, la présidente de la section locale de la Women's Trade Union League de Chicago.
Agnes Nestor s'est engagée pendant toute sa vie de syndicaliste pour la réduction du temps de travail à une journée de huit heures, à l'interdiction du travail des enfants et la fixation d'un salaire minimum.
Agnes Nestor est également une des suffragistes qui ont milité pour le droit de vote des femmes aux États-Unis.

## Biographie

### Jeunesse et formation
Agnes Nestor est la seconde fille et la troisième des quatre enfants de Thomas Nestor et d'Anna McEwen Nestor. Son père, est né dans le comté de Galway en Irlande, où il a passé son enfance avant de migrer aux États-Unis où il s'installe à Grands Rapids dans l'État du Michigan. Thomas Nestor après le commerce de machine, devient le propriétaire d'une épicerie et s’insère dans la vie politique de Grands Rapids où devient conseiller municipal et Marshall. Sa mère Anna Nestor est originaire de Tribes Hill dans l'État de New York, où elle a travaillé dans une manufacture de coton à Cohoes,.
En 1897, pendant la crise économique des années 1890, après avoir été battu à l'élection de shérif, ne trouvant pas d'emploi à Grands Rapids, Thomas Nestor part pour Chicago où il trouve un emploi de négociant, ce qui permet d'y faire venir sa famille,,,.
Agnes Nestor suit ses études primaires et secondaires dans des écoles publiques et paroissiales du Michigan jusqu'à ses 17 ans, moment où elle suit sa famille pour Chicago.

### Carrière

#### Première grève
À Chicago, Agnes Nestor trouve un emploi dans une ganterie, la Chicago's Eisendrath Glove Factory, où elle travaille dix heures par jour et six jours par semaine. De santé fragile, elle écrit dans son journal intime « J'étais si fatiguée que je ne pouvais travailler qu'avec difficulté ». Comme les autres ouvrières, elle doit acheter son propre matériel de couture des gants et participer à la location des machines. Dans ce système, un patron optimise sa production sans augmenter ses ouvriers. Agnes Nestor ne peut plus supporter le caractère autant mesquin qu'arbitraire de la discipline imposée aux ouvrières. Elle parle à son père de ce qu'elle et ses collègues de travail subissent, appartenant à l'organisation des Chevaliers du travail, Thomas Nestor lui suggère de lancer une grève ,.
Au printemps 1898, avec l'appui du syndicat de la ganterie, la Glove Workers Union, Agnes Nestor, arrive à mobiliser les ouvrières de la Chicago's Eisendrath Glove Factory qui se mettent en grève pendant dix jours. C'est un succès, les ouvrières obtiennent la fin du financement des machines, une augmentation de leurs salaires et un local syndical. Cette réussite conduit Agnes Nestor à sa consacrer au syndicalisme,,,.

#### L'International Glove Workers' Union of America
En 1902, Agnes Nestor participe à la création de l'International Glove Workers' Union of America (IGWU) dont elle sera une des dirigeantes jusqu'à sa mort. Elle est élue vice-présidente de 1903 à 1906, puis de 1915 à 1938, de 1906 à 1913 elle est élue trésorière, puis présidente de 1913 à 1915. De 1938 à 1948, elle est la directrice du département de la recherche et de la formation de l'IGWU,,,.
En 1938, lors de la création du Congress of Industrial Organizations (Congrès des organisations industrielles), CIO, Agnes Nestor maintient l'IGWU au sein de l'American Federation of Labor ou AFL (Fédération américaine du travail) malgré les pressions venant de son camp.

#### La Women's Trade Union League

Margaret Dreier Robins.

##### La présidente de la WUTL de Chicago

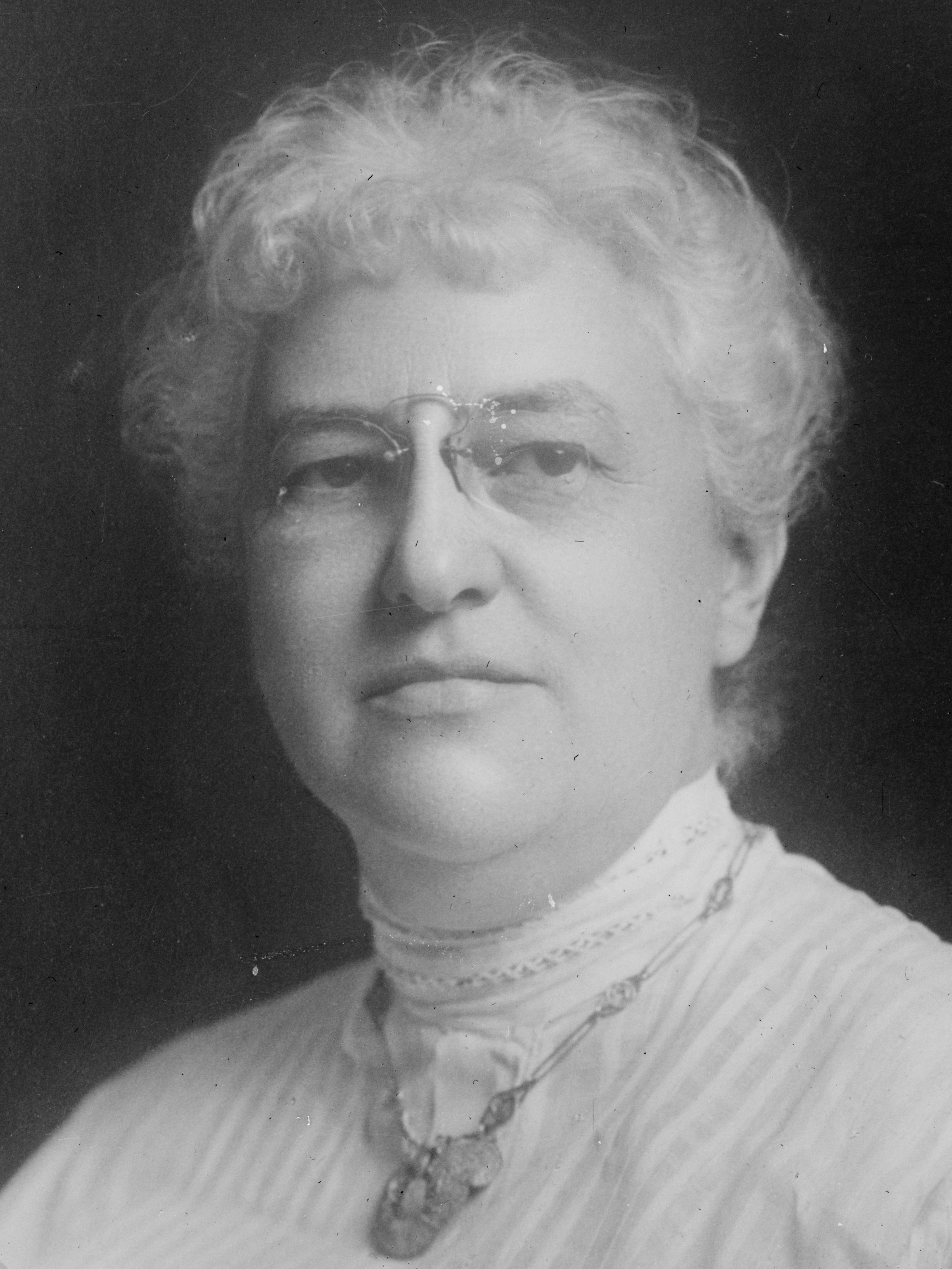
Mary McDowell.

En 1906, Agnes Nestor rejoint la Women's Trade Union League (WTUL) fondée par Mary Morton Kehew, Jane Addams et Leonora O'Reilly en 1903,. Elle y fait la connaissance de Margaret Dreier Robins et de Mary McDowell qui deviennent ses amies. À la WTUL elle rencontre ses syndicalistes de divers secteurs professionnelles, comme celles des magasinières, des serveuses, des couturières, des modistes, des infirmières, des enseignantes. En 1907, elle est élue membre du conseil exécutif national de la WTUL, puis en 1913 elle est élue présidente de la section locale de la Women's Trade Union League de Chicago, mandat qui sera reconduit jusqu'en 1948,,,.

##### La loi de la journée de dix heures
En 1909, sur la demande de la présidente de la WTUL, Margaret Dreier Robins, Agnes Nestor dépose son témoignage auprès de l'Assemblée générale de l'Illinois qui étudie un projet de loi visant la réduction du temps de travail quotidien à dix heures. Elle y explique que la fragilité de sa santé est une conséquence  des journées de douze heures et plus six jours par semaine qui l'ont épuisée.

#### Les autres engagements
En 1914, le président Woodrow Wilson nomme Agnes Nestor à la Commission nationale de l'aide fédérale à l'éducation. En 1918, elle est nommée à la Woman's Committee of the Council of National Defense (Comité des femmes du Conseil de la défense nationale),. Au printemps de l'année 1918, Agnes Nestor rejoint huit délégations de syndicats pour une mission officielle de bonne volonté auprès des Français et des Britanniques.
De 1933 à 1934, Agnes Nestor fait partie du conseil d'administration qui organise l'Exposition universelle de 1933 de Chicago.
En 1935, elle est nommée par d'administration du président Roosevelt à  la commission consultative pour l'établissement d'un salaire minimum.

#### Regards sur son action et son héritage
Agnes Nestor est reconnue pour ses qualités de gestionnaire et de pédagogue. Vis à vis de ses interlocuteurs, elle se montre posée et patiente. Quand elle est invitée à prendre la parole en public, elle prépare tous les arguments et faits concernant le thème de la conférence. Ses amis et proches collaborateurs disent à son sujet qu'elle préfère « la conciliation à la polémique » .
Agnes Nestor, reste dans la mémoire syndicale américaine celle qui a mené une action de lobbyisme quant à la promulgation de lois garantissant les droits des ouvrières et la protection des jeunes ouvriers. Malgré son attachement à la réduction du temps de travail pour une journée de huit heures. En 1909, elle accepte un compromis en acceptant une loi établissant la journée de dix heures maximum par l'Assemblée générale de l'Illinois, ce qui dans le contexte de l'époque est un progrès. Deux ans après, elle arrive à faire adopter une loi qui étend la journée de dix heures dans l'industrie aux secteurs du commerce et des emplois de bureau. Quand en 1937, le gouvernement fédéral adopte la journée de huit heures, il est attribué cette avancée à la ténacité d'Agnes Nestor,,.
Les États-Unis lui doivent également l'interdiction du travail des enfants, la fixation d'un salaire minimum pour les ouvrières et employées, la création Agence fédérale des femmes (États-Unis) (en) au sein du département du Travail des États-Unis, le maintien de la réglementation du travail dans l'industrie durant les guerres mondiales, les aides fédérales pour garantir la santé des femmes durant leur maternité et celle de leur nouveau-né et enfin sa participation à l'établissement du droit de vote des femmes par l'adoption du dix-neuvième amendement de la Constitution des États-Unis,,.

#### Distinction
Agnes Nestor n'a pas entrepris d’études supérieures, mais durant toute sa vie elle a étudié l'économie et les sciences politiques, c'est pourquoi, en 1929 l'université Loyola de Chicago la récompense en lui décernant le titre de docteur honoris causa.

### Vie privée
Agnes Nestor sera tout au long de sa vie une fervente catholique. Elle adhère à la National Council Of Catholic Women (NCCW), dont elle est élue présidente de la commission des ouvrières de l'industrie.
Agnes Nestor, de santé fragile, notamment pour les bronches, fait régulièrement des cures en sanatorium.
En 1946, elle est atteinte d'une fièvre rhumatismale qui fait l'objet d'une intervention chirurgicale en 1948.
Agnes Nestor décède le 28 décembre 1948 au bout de trois mois d'une longue agonie. Après les funérailles, Agnes Nestor est inhumée au Cimetière du mont Carmel (Chicago) (en),.

## Publications
- « The working girl's need of suffrage », nc,‎ 1910, p. 3 (OCLC 879712390, lire en ligne ),
- « Women's Trade Union League's statement of the facts concerning Henrici's on Randolph Street », Women's Trade Union League of Chicago,‎ 1914, p. 4,
- « The trend of legislation affecting women's hours of labor », National Women's Trade Union League of America,‎ 1917, p. 4 (OCLC 62469609),
- Brief history of the International Glove Workers Union of America : organized at Washington, D.C., December 17-20, 1902, charter granted December 23, 1902, Chicago, Research Dept. of the International Glove Workers Union of America, 1942, 31 p. (OCLC 5374457),
- Woman's Labor Leader : An Autobiography of Agnes Nestor, Rockford, Illinois, Bellevue Books, 1er janvier 1954, 328 p. (ISBN 9780892010202, lire en ligne),

## Pour approfondir